# Charlotte Cederschiöld
Ulla Margareta Charlotte Cederschiöld (ur. 28 września 1944 w Gävle) – szwedzka polityk, od 1995 do 2009 posłanka do Parlamentu Europejskiego.

## Życiorys
Studiowała nauki społeczne, prawo i historię na Uniwersytecie w Sztokholmie.
Pracowała jako menedżer ds. informacji w administracji miejskiej Sztokholmu. Od 1979 do 1988 była radną miejską, wchodziła w skład miejskiej egzekutywy. Zaangażowała się w działalność polityczną w ramach centroprawicowej Umiarkowanej Partii Koalicyjnej. Od 1988 do 1995 zasiadała w Riksdagu. W latach 1993–1999 była pierwszą wiceprzewodniczącą Europejskiej Unii Kobiet.
Po akcesie Szwecji do Unii Europejskiej została w 1995 posłanką do Europarlamentu. Była ponownie wybierana w wyborach powszechnych w 1995, 1999 i 2004. Pełniła m.in. funkcję wiceprzewodniczącej PE (2002–2004) oraz wiceprzewodniczącej Komisji Rynku Wewnętrznego i Ochrony Konsumentów (2006–2007).